# Серне (Вијена)
Серне (фр. Cernay) насеље је и општина у западној Француској у региону Поату-Шарант, у департману Вијена која припада префектури Шателро.
По подацима из 2011. године у општини је живело 448 становника, а густина насељености је износила 136,17 становника/km². Општина се простире на површини од 3,29 km². Налази се на средњој надморској висини од 86 метара (максималној 110 m, а минималној 74 m).

## Демографија
| 1962. | 1968. | 1975. | 1982. | 1990. | 1999. | 2011. |
| ----- | ----- | ----- | ----- | ----- | ----- | ----- |
| 304   | 313   | 301   | 302   | 347   | 384   | 448   |

График промене броја становника у току последњих година